# Камниця (Марибор)
Камниця (словен. Kamnica) — поселення в общині Марибор, Подравський регіон‎, Словенія.